# Ramaria apiahyna
Ramaria apiahyna är en svampart som först beskrevs av Speg., och fick sitt nu gällande namn av Corner 1950. Ramaria apiahyna ingår i släktet Ramaria och familjen Gomphaceae.   Inga underarter finns listade i Catalogue of Life.